# Bob-Weltmeisterschaft 1974
Die 30. Bob-Weltmeisterschaft fand 1974 bereits zum 12. Mal in St. Moritz in der Schweiz statt.

## Männer

### Zweierbob
| Platz | Land   | Sportler                             | Zeit        |
| ----- | ------ | ------------------------------------ | ----------- |
| 1     | FRG I  | Wolfgang Zimmerer Peter Utzschneider | 5:10,25 min |
| 2     | FRG II | Georg Heibl Fritz Ohlwärter          | +2,35 s     |
| 3     | SUI I  | Fritz Lüdi Karl Häseli               | +3,44 s     |
| 4     | SUI II | Erich Schärer Werner Camichel        | +3,57 s     |
| 4     | AUT I  | Werner Delle Karth Fritz Sperling    | +3,57 s     |
| 6     | AUT II | Herbert Gruber Johann Schüssling     | +4,10 s     |

Datum: 19./20. Januar 1974

### Viererbob
| Platz | Land   | Sportler                                                                 | Zeit        |
| ----- | ------ | ------------------------------------------------------------------------ | ----------- |
| 1     | FRG I  | Wolfgang Zimmerer Albert Wurzer Peter Utzschneider Manfred Schumann      | 4:49,72 min |
| 2     | SUI II | Hans Candrian Guido Casty Yves Marchand Gaudenz Beeli                    | +0,40 s     |
| 3     | AUT I  | Werner Delle Karth Hans Eichinger Walter Delle Karth jun. Fritz Sperling | +1,99 s     |
| 4     | ITA II | Giorgio Alverà Mario Armano Franco Balza Franco Perruquet                | +2,28 s     |
| 5     | FRG II | Horst Floth Walter Gilik Donat Ertel Günther Nickel                      | +2,83 s     |
| 6     | SUI I  | René Stadler Werner Camichel Erich Schärer Peter Schärer                 | +3,45 s     |

Datum: 26./27. Januar 1974

## Medaillenspiegel
| Platz | Land           | Gold | Silber | Bronze | Gesamt |
| ----- | -------------- | ---- | ------ | ------ | ------ |
| 1     | BR Deutschland | 2    | 1      | 0      | 3      |
| 2     | Schweiz        | 0    | 1      | 1      | 2      |
| 3     | Österreich     | 0    | 0      | 1      | 1      |